# Sterling (automobile)
Pour les articles homonymes, voir Sterling.
Sterling est une marque d'automobiles américaine d'origine anglaise créée en 1971. Elle a été commercialisée aux États-Unis entre 1987 et 1992 par ARCONA, acronyme de Austin Rover Cars Of North America. L'objectif premier de cette marque fut la commercialisation de la Rover 800, codéveloppée avec Honda, sur le marché américain. Le but était de proposer un véhicule avec la fiabilité d'une japonaise et l'intérieur d'une britannique.

## Historique
Sterling est fondé en Angleterre en 1971 avant d'être introduit aux États-Unis, puis dans le reste du monde. Son siège fut établi à Miami en 1986. La Sterling 800, unique modèle commercialisé par ARCONA, partage son moteur et sa plateforme avec l'Acura Legend. Ces deux voitures se différencient par leurs intérieurs, quelques éléments de design, ainsi que par leurs systèmes électroniques. L'année suivante, une enquête de satisfaction menée par le magazine J.D Power classe la marque en dernière position, ce qui greva les ventes de la marque. En août 1991, George Simpson, directeur général de Rover, a annoncé son intention de se retirer du marché américain ce qui signa la fin de la marque Sterling peu de temps après. En avril 2017, la marque a été rachetée par la société américaine Spector Inc.

### Sterling Nova
La  Nova est un modèle vendu en kit sur des magazines automobiles par ADD Limited entre 1971 et 1975. Le kit  a été développé par les ingénieurs-concepteurs Richard Oakes et Phil Sayers qui voulaient concevoir une voiture de sport à prix raisonnable.
La Nova est rebaptisée Sterling en France, par la société DEFI à Lille, premier constructeur à avoir obtenu la licence Nova.
Aux USA, elle  a été fabriquée par California Component Cars en Californie  de 1973 à 1982, puis par Red Head et Solid Sterling entre 1985 et 1995.
Depuis 1995 la sterling est produite aux USA  par Sterlingsportcars qui propose la sterling classique et la Sterling RX. Un nouveau modèle la GTX est prévue pour 2019.
En France la Sterling a été fabriquée  à 110 exemplaires de 1971 à 1996 par la société DEFI à Lille.
Les composantes des voitures pour les châssis et suspensions sont fabriquées par Volkswagen.

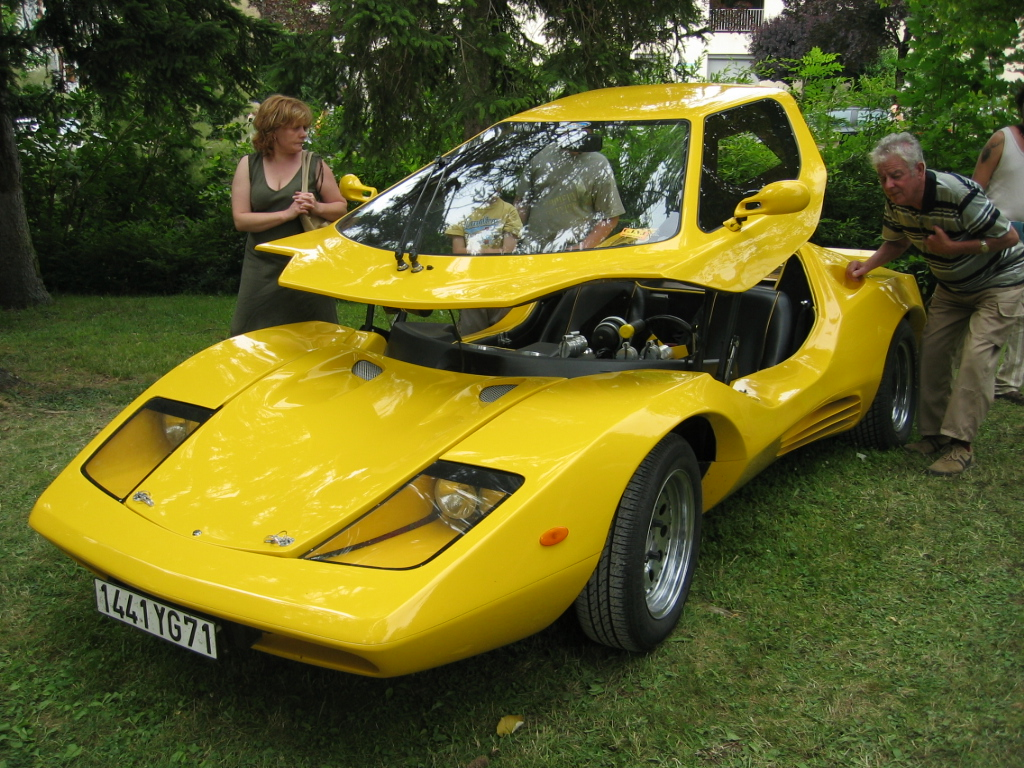
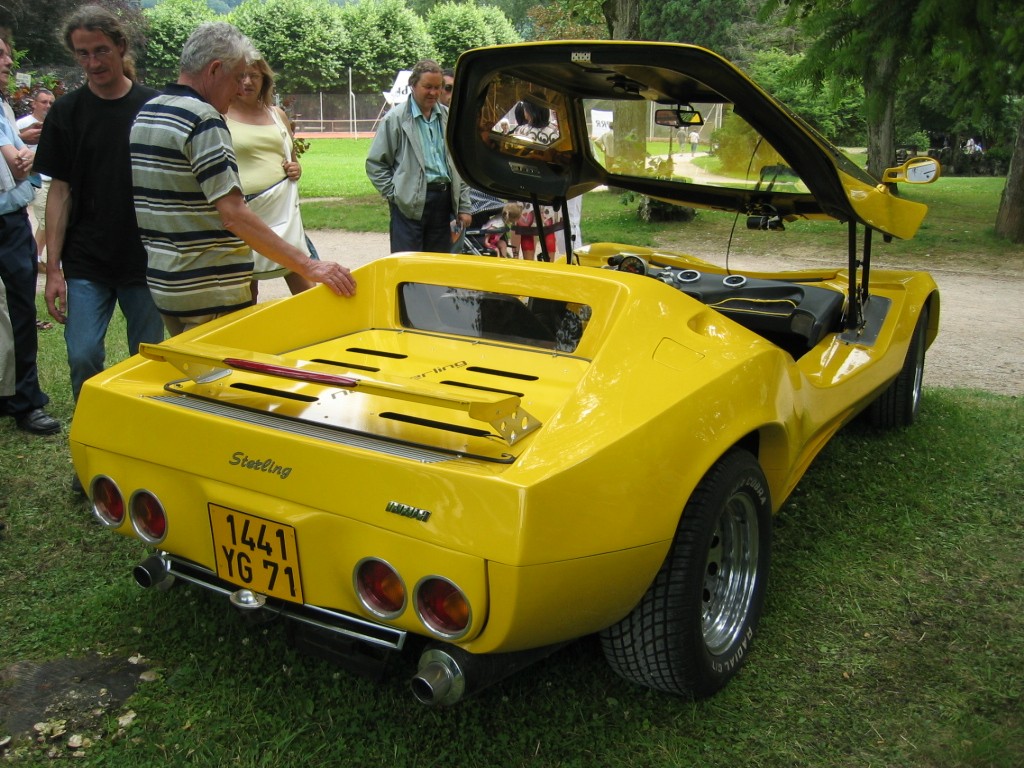
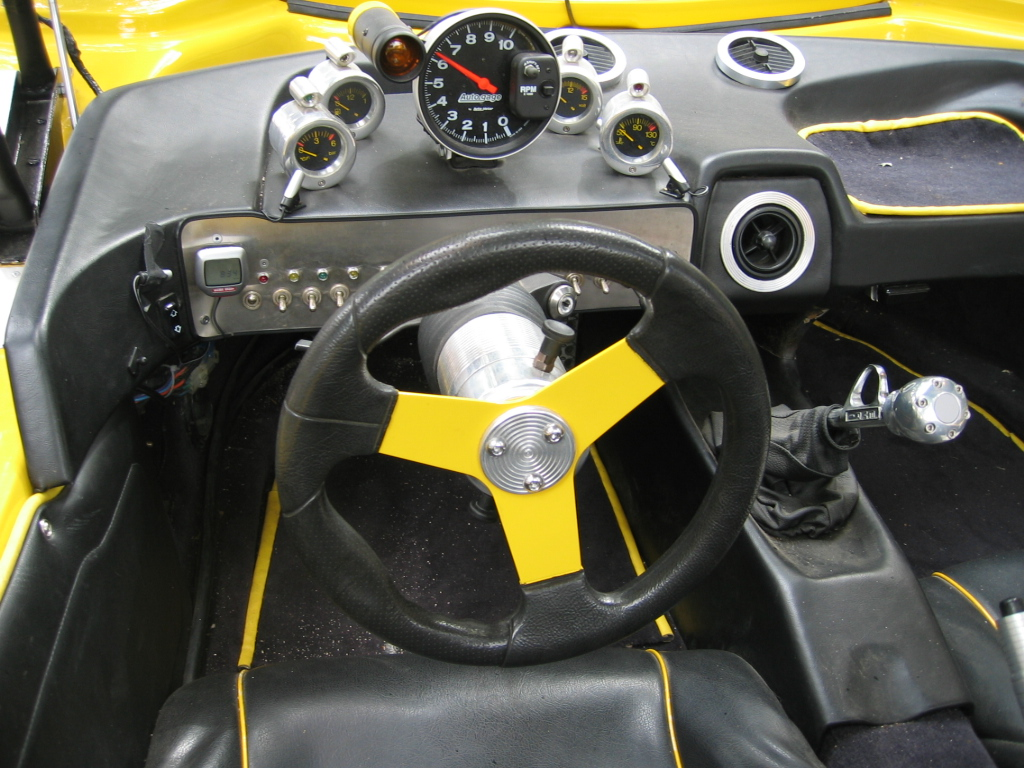
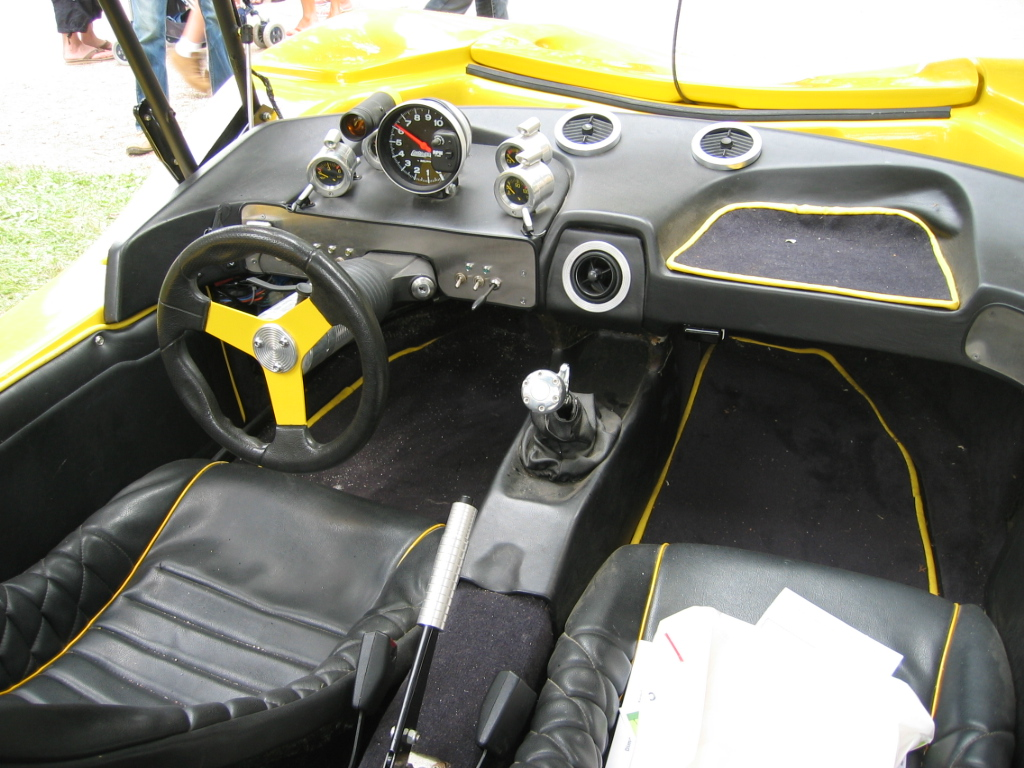